# Rio de Peixe (afluente do rio Piracicaba)
O rio de Peixe é um curso de água do estado de Minas Gerais, Região Sudeste do Brasil. Nasce na Serra da Conceição, no município de Itabira, percorrendo 56,68 km até sua foz na margem esquerda do rio Piracicaba, próxima ao perímetro urbano de Nova Era.
Sua bacia hidrográfica conta com área total de 409 km² e está distribuída entre o município de Itabira e uma pequena porção de Nova Era. Encontra-se composta pelo curso principal, 43 macro-tributários e 706 micro-tributários. Trata-se de uma das principais sub-bacias do rio Piracicaba.
A nascente do leito está localizada na área da barragem de rejeitos de Itabiruçu, pertencente à Vale. Em sua área de drenagem também se encontra uma das maiores jazidas de minério de ferro e de esmeralda a céu aberto no mundo, que ocupam um total de 19,28 km² da extensão da bacia. Ao mesmo tempo, o rio é um dos responsáveis pelo abastecimento de água de Itabira.